# Сен-Реми-Бланзи
Сен-Реми́-Бланзи́ (фр. Saint-Rémy-Blanzy) — коммуна во Франции, находится в регионе Пикардия. Департамент коммуны — Эна. Входит в состав кантона Виллер-Котре. Округ коммуны — Суасон.
Код INSEE коммуны — 02693.

## Население
Население коммуны на 2010 год составляло 234 человека.
| 1962 | 1968 | 1975 | 1982 | 1990 | 1999 | 2010 |
| ---- | ---- | ---- | ---- | ---- | ---- | ---- |
| 239  | 234  | 149  | 125  | 212  | 203  | 234  |

## Экономика
В 2010 году среди 158 человек трудоспособного возраста (15—64 лет) 120 были экономически активными, 38 — неактивными (показатель активности — 75,9 %, в 1999 году было 68,0 %). Из 120 активных жителей работали 108 человек (64 мужчины и 44 женщины), безработных было 12 (9 мужчин и 3 женщины). Среди 38 неактивных 7 человек были учениками или студентами, 17 — пенсионерами, 14 были неактивными по другим причинам.